# Ерік Коріта
Ерік Коріта (англ. Eric Korita; нар. 13 січня 1963) — колишній американський тенісист.
Найвищу одиночну позицію світового рейтингу — 46 місце досяг 20 лютого, 1984, парну — 30 місце — 26 вересня, 1988 року.
Здобув 1 парний титул.
Найвищим досягненням на турнірах Великого шолома був півфінал в парному розряді.

## Фінали за кар'єру

### Парний розряд (1–2)
| Результат | W/L | Дата     | Турнір                   | Покриття   | Партнер     | Суперники                    | Рахунок       |
| --------- | --- | -------- | ------------------------ | ---------- | ----------- | ---------------------------- | ------------- |
| Поразка   | 0–1 | Жов 1983 | Кельн, Західна Німеччина | Килим      | Пол Еннекон | Нік Савіано Флорін Сегирчяну | 3–6, 4–6      |
| Перемога  | 1–1 | Кві 1987 | Сеул, Південна Корея     | Тверде     | Майк Ліч    | Кен Флек Джим Грабб          | 6–7, 6–1, 7–5 |
| Поразка   | 1–2 | Лис 1987 | Йоганнесбург, ПАР        | Тверде (i) | Бред Пірс   | Кевін Каррен Девід Пейт      | 4–6, 4–6      |